# Toby Love
Toby Love, pseudonimo di Octavio Rivèra (Bronx, 20 marzo 1979), è un cantautore statunitense.

## Biografia
Genitori dominicani, cresciuto nel quartiere del bronx, Toby si forma come solista del gruppo Aventura, che lascia dopo circa sei anni per intraprendere la carriera di cantante del genere bachata.
Si propone al pubblico con bachate calde, tipiche del paese domenicano, mischiando influssi R&B e ritmi Hip Hop, con testi, in inglese od in spagnolo, che si caratterizzano per tematiche d'amore, tradimento e vita sociale.
Viene definito il Michael Jackson latino, per l'influenza nella musica di Love del più famoso cantante, e per la somiglianza della voce.

## Discografia
- 2006 Toby Love
- 2007 Toby Love Reloaded
- 2008 Love is back
- 2011 La voz de la juventud
- 2013 Amor Total
- 2016 Bachata Nation